# Ваља Маре (Ковасна)
Ваља Маре (рум. Valea Mare) насеље је у Румунији у округу Ковасна у општини Ваља Маре. Oпштина се налази на надморској висини од 777 m.

## Становништво
Према подацима из 2002. године у насељу је живело 1177 становника.

### Попис2002.
| Расподела становништва по националности 2002.‍ | Расподела становништва по националности 2002.‍ | Расподела становништва по националности 2002.‍ | Расподела становништва по националности 2002.‍ | Расподела становништва по националности 2002.‍ |
| --------------------------------------------- | --------------------------------------------- | --------------------------------------------- | --------------------------------------------- | --------------------------------------------- |
|                                               |                                               |                                               |                                               |                                               |
| Румуни                                        | Румуни                                        |                                               | 1.147                                         | 97,5%                                         |
| Мађари                                        | Мађари                                        |                                               | 13                                            | 1,1%                                          |
| Роми                                          | Роми                                          |                                               | 17                                            | 1,4%                                          |